# Врангель, Роман Егорович
Барон Роман Егорович Врангель (нем. Reinhold Otto Fabian Baron von Wrangell; 16 сентября 1797 — 13 декабря 1884) — российский генерал от артиллерии, директор Артиллерийского департамента Военного министерства.

## Биография
Младший сын Георга Густава Врангеля (1758—1808) и Доротеи, урождённой баронессы Унгерн фон Штернберг (1764—1818).
В службу вступил в 1810 году, со времени поступления во Второй кадетский корпус; 15 января 1815 года выпущен прапорщиком в 21-ю конно-артиллерийскую роту. В 1825 г. переведён подпоручиком в 16-ю конно-артиллерийскую роту, а в 1826 — во 2-ю гвардейскую артиллерийскую бригаду.
В рядах лейб-гвардии Конной артиллерии участвовал в русско-турецкой войне 1828—1829 годов, а также в Польской кампании 1831 года. Награждён орденом Св. Владимира 4-й степени с бантом (1828), орденом Св. Анны 3-й степени с бантом (1829), золотой саблей «За храбрость» (1831). С 1831 года — капитан, за отличие при взятии Варшавы произведён в полковники; с 6 декабря 1840 года — генерал-майор; с 3 апреля 1849 года — генерал-лейтенант. В 1835 году награждён орденом Св. Георгия 4-й степени за 25 лет службы. В 1840 году назначен вице-директором Артиллерийского департамента, исправлял должность директора (с 1844).
Был последним комендантом в Риге (1848—1865). 15 января 1865 года Р. Е. Врангель зачислен в запас по артиллерии с производством в генералы от артиллерии.
Умер в Риге 13 декабря 1884 года на 70-м году службы. Похоронен на Яковлевском кладбище Риги (могила не сохранилась).

## Награды
- Орден Св. Владимира 4-й ст. с бантом (20 ноября 1828) — за отличие при осаде Варны у лимана Девно;
- Орден Св. Анны 3-й ст. с бантом (15 февраля 1829) — за отличие у Айдасса;
- Золотая сабля с надписью «За храбрость» (8 октября 1831) — за отличие при Остроленке;
- Польский знак отличия за военное достоинство 4-й ст. (1832);
- Прусский орден Св. Иоанна Иерусалимского (1834);
- Орден Св. Георгия 4-й ст. (1 декабря 1835) — за 25 лет беспорочной службы;
- Орден Св. Владимира 3-й ст. (19 апреля 1842);
- Орден Св. Станислава 1-й ст. (22 февраля 1844);
- Орден Св. Анны 1-й ст. (1851, императорская корона к ордену в 1854, мечи над орденом в 1865);
- Орден Св. Владимира 2-й ст. (1856);
- Знак отличия беспорочной службы за XXXV лет (22 августа 1856);
- Орден Белого орла (1858);
- Орден Св. Александра Невского (1864).

## Семья
Женат (с 13 ноября 1838) на Аделаиде (Лидии) Катарине фон Либерих (1813—1890), в браке родились дочери:
- Аделаида Катарина (1839—1841);
- Эмилия Наталия (1841—1930), замужем (1868) за полковником л.-гв. Гатчинского полка Иваном Ивановичем Розеном (1834—1871);
- Анна Мария (1844—1863), девица;
- Ида Пауина Эмилия (1847—1907), девица.